# Il serpente di bronzo (Lolmo)
Il serpente di bronzo è un dipinto olio su tela di Gian Paolo Lolmo eseguito nel 1584 e collocato nella basilica di Santa Maria Maggiore di Bergamo, sopra l'altare dedicato a san Rocco.

## Storia
Il consiglio della  Misericordia Maggiore a seguito della peste del 1576, fece edificare nel 1581 una cappella detta del voto come promessa pronunciata nel 1578, dedicata ai due santi protettori degli appestati: san Rocco e san Sebastiano. Fu ordinata a Gian Paolo Lolmo una pala d'altare che raffigurava la Madonna col Bambino e di due santi, nonché altri lavori: la caduta della manna, la Fede, la Preghiera e la tela posta sopra l'altare raffigurante il serpente di bronzo. L'artista era sicuramente già affermato quando ottenne questa committenza.
 

La tela racconta del popolo ebraico, liberato dalla schiavitù d'Egitto, stanco di camminare nel deserto che si lamentava presso Mosè rivoltandosi alle leggi di Dio. Una notte Dio mandò molti serpenti velenosi all'interno delle tende, e il popolo ebraico capì e si pentì. Allora Mosè, fece costruire un serpente di bronzo e lo fece fissare su di un palo, così che chiunque fosse morsicato da un serpente, guardando quello di bronzo avrebbe avuto salva la vita: 
(dal libro dei Numeri 21 4, 9)
Il serpente è un segno della cultura egiziana da cui proveniva il popolo ebraico e veniva indicato con poteri di guarigione, il dio egizio della guarigione aveva infatti le sembianze del serpente. Il manufatto divenne con il tempo un vero oggetto di culto, tanto da ricevere offerte, dovendo poi il re Ezechia distruggerlo.
Il pittore ricevette un pagamento in acconto nel novembre del 1584 per la realizzazione della pala della Madonna col Bambino e santi e saldato nel 1587 per la consegna di due tele, oltre a quella dei santi titolari anche del Serpente di bronzo.
Negli anni sessanta del Novecento la tela fu oggetto di restauro da parte di Franco Steffanoni.

## Descrizione
La pala d'altare e gli stucchi dove è collocata la tela furono commissionati dalla Fondazione MIA al decoratore Francesco Brembilla, mentre la parte in stucco fu realizzata dai fratelli luganesi Francesco e Lorenzo Porta. Il dipinto presenta l'accampamento di tende ebraico, e molti personaggi impauriti che fuggono inseguiti da serpenti. Centrale l'asta a firma di TAU con il serpente in bronzo posto sulla sua estremità. 
La tela indica che Lolmo aveva sicuramente studiato le opere di Jacopo Palma il Vecchio, infatti, la raffigurazione del giovane che fugge presente nel centro del dipinto, ripropone il soggetto in fuga dipinto dal Palma nella tela conservata presso il museo di Alzano Lombardo raffigurante il Martirio di San Pietro.